# A-Jugend-Vereinspokal (Südkorea) 2017
Der A-Jugend-Vereinspokal 2017 ist die 9. Austragung des Fußball-Pokalwettbewerbs für südkoreanische Vereinsmannschaften der A-Jugend. 
Der Pokal ist in ein Hin- und Rückrunden-Turnier eingeteilt. 

## Qualifikation
Die Qualifikation zum A-Jugend-Vereinspokal erfolgt über die A-Jugendligen in Südkorea. Insgesamt gibt es 22 Ligen in dienen jeweils ca. 5 bis 10 Mannschaften gegeneinander antreten. Die besten zwei bis Drittplatzierten qualifizieren sich für den Pokal.

## Hinrunde
Der A-Jugend-Vereinspokal-Hinrunde 2017 war der Fußball-Pokalwettbewerb für südkoreanische Vereinsmannschaften der A-Jugend. 
Das Pokalturnier begann am 15. Juni und endete am 2. Juli 2017 mit dem Finalspiel im Gimcheon-Stadion. Pokalgewinner wurde die A-Jugend von Suwon Samsung Bluewings.

### Teilnehmende Mannschaften
Am Pokalturnier nahmen insgesamt 64 Mannschaften teil. Aus der K League Junior 2017 nahmen die besten Vier Mannschaften aus beiden Gruppen teil. Des Weiteren nahmen 58 Mannschaften aus 21 Nationalen Highschool-Ligen teil. 
| K League Junior die 8 besten Vereine der K League Junior 2017                                                                          |
| - Suwon Samsung Bluewings - FC Seoul - Jeju United - Incheon United - Pohang Steelers - Ulsan Hyundai - Jeonnam Dragons - Gyeongnam FC |

### 1. Hauptrunde
Die 1. Hauptrunde wurde am 15. und 16. Juni 2017 ausgetragen. 
|                                              | Ergebnis        |                                 |
| -------------------------------------------- | --------------- | ------------------------------- |
| Gangneung-Chungang-Highschool                | 1:0             | Daegu-Cheongu-Highschool        |
| Jeonbuk-Jeil-Highschool                      | 1:0             | Suwon-Highschool                |
| Dongducheon FC-U18                           | 0:5             | Gwacheon-Highschool             |
| SOL-Fußballcenter (Yeongseok-Highschool)-U18 | 1:4             | Icheon-Jeil-Highschool          |
| Yeongmun-Highschool                          | 1:4             | Jeonnam Dragons                 |
| Kyung-Hee-Highschool                         | 3:1             | Wonju FC-U18                    |
| Yeonnam-Highschool                           | 4:0             | Gyeongnam-Cheolseong-Highschool |
| Jeonju-Gong-Highschool                       | 4:3             | Jeju United                     |
| Nyuyangdong FC-U18                           | 0:2             | FC Seoul                        |
| Changwon-Gigyegong-Highschool                | 3:0             | Gwangmun-Highschool             |
| Suwon Samsung Bluewings                      | 5:0             | Guri-Highschool                 |
| Incheon-Bupyeong-Highschool                  | 9:1             | Idong FC-U18                    |
| Jeju-Jeil-Highschool                         | 0:1             | Jungdaebu-Highschool            |
| FC KHT Ildong-U18                            | 2:0             | Seoul-Jaehyeon-Highschool       |
| Cheonan-Jeil-Highschool                      | 5:0             | Cheongun-Highschool             |
| Changnyeong-Highschool                       | 1:2             | JSUN FC-U18                     |
| Gwangju-Sungeui-Highschool                   | 1:3             | Seoul-Yongmun-Highschool        |
| Cheongju-Daeseong-Highschool                 | 2:0             | Seoul-Junggyeong-Highschool     |
| Boin-Highschool                              | 3:0             | Sinpyeong-Highschool            |
| Tongjin-Highschool                           | 2:0             | Seoul Jungnang FC               |
| Ulsan Hyundai                                | 8:1             | Busan-Dongrae-Highschool        |
| Seoul-Dongbuk-Highschool                     | 3:1             | Aceway FC-U18                   |
| Seoul-Inchang-Highschool                     | 2:2 (5:4 i. E.) | Incheon United                  |
| Seoul-Yeongdeung-Pogong-Highschool           | 4:1             | Gyeongnam-Geoje-Highschool      |
| Ulsan-Hakseong-Highschool                    | 2:3             | Daegu-Daeryun-Highschool        |
| Suwon-Gong-Highschool                        | 0:0 (4:3 i. E.) | Osang-Highschool                |
| Seohae-Highschool                            | 1:1 (3:4 i. E.) | Seoul-Janghun-Highschool        |
| Jecheon-Jeil-Highschool                      | 0:1             | Anseong Majchum FC-U18          |
| Samilgong-Highschool                         | 1:1 (2:4 i. E.) | Goyang FC-U18                   |
| Pohang Steelers                              | 5:0             | Gangneung-Munseong-Highschool   |
| Incheon-Nam-Highschool                       | 3:2             | Gyeongnam FC                    |
| Singal-Highschool                            | 5:1             | Seoul-Gyeongsin-Highschool      |

### 2. Hauptrunde
Die 2. Hauptrunde wurde am 17. und 18. Juni 2017 ausgetragen. 
|                              | Ergebnis        |                                    |
| ---------------------------- | --------------- | ---------------------------------- |
| Gangneung-Jungang-Highschool | 1:0             | Jeonbuk-Gunsa-Jeil-Highschool      |
| Gwacheon-Highschool          | 2:2 (0:3 i. E.) | Icheon-Jeil-Highschool             |
| Jeonnam Dragons              | 2:2 (2:4 i. E.) | Kyung-Hee-Highschool               |
| Seoul-Yeonnam-Highschool     | 4:0             | Jeonju-Gong-Highschool             |
| FC Seoul                     | 3:0             | Changwon-Gigyegong-Highschool      |
| Suwon Samsung Bluewings      | 0:0 (3:1 i. E.) | Incheon-Bupyeong.Highschool        |
| Seoul-Jungdaebu-Highschool   | 2:2 (5:4 i. E.) | FC KHT Ildong-U18                  |
| Cheonan-Jeil-Highschool      | 2:1             | JSUN FC-U18                        |
| Seoul-Yongmun                | 0:0 (6:7 i. E.) | Cheongju-Daeseong-Highschool       |
| Seoul-Boin-Highschool        | 1:1 (5:4 i. E.) | Tongjin-Highschool                 |
| Ulsan Hyundai                | 4:1             | Seoul-Dongbuk-Highschool           |
| Seoul-Inchang-Highschool     | 2:3             | Seoul-Yeongdeung-Pogong-Highschool |
| Daegu-Daeryun-Highschool     | 1:2             | Suwon-Gong-Highschool              |
| Seoul-Janghun-Highschool     | 2:1             | Anseong Majchum FC-U18             |
| Goyang FC-U18                | 0:3             | Pohang Steelers                    |
| Incheon-Nam-Highschool       | 1:1 (2:4 i. E.) | Singal-Highschool                  |

### Achtelfinale
Das Achtelfinale wurde am 24. und 25. Juni 2017 ausgetragen. 
|                              | Ergebnis        |                                    |
| ---------------------------- | --------------- | ---------------------------------- |
| Gangneung-Jungang-Highschool | 3:1             | Icheon-Jeil-Highschool             |
| Seoul-Kyung-Hee-Highschool   | 0:1             | Seoul-Yeonnam-Highschool           |
| FC Seoul                     | 1:1 (2:4 i. E.) | Suwon Samsung Bluewings            |
| Seoul-Jungdaebu-Highschool   | 1:4             | Cheonan-Jeil-Highschool            |
| Cheongju-Daeseong-Highschool | 2:5             | Seoul-Boin-Highschool              |
| Ulsan Hyundai                | 2:0             | Seoul-Yeongdeung-Pogong-Highschool |
| Suwon-Gong-Highschool        | 0:2             | Seoul-Janghun-Highschool           |
| Pohang Steelers              | 2:0             | Singal-Highschool                  |

### Viertelfinale
Das Viertelfinale wurde am 25. Juni 2017 ausgetragen. 
|                              | Ergebnis        |                          |
| ---------------------------- | --------------- | ------------------------ |
| Gangneung-Jungang-Highschool | 1:1 (4:3 i. E.) | Seoul-Yeonnam-Highschool |
| Suwon Samsung Bluewings      | 1:1 (4:2 i. E.) | Cheonan-Jeil-Highschool  |
| Seoul-Boin-Highschool        | 0:3             | Ulsan Hyundai            |
| Seoul-Janghun-Highschool     | 2:2 (4:5 i. E.) | Pohang Steelers          |

### Halbfinale
Das Halbfinale wurde am 1. Juli 2017 ausgetragen.
|                              | Ergebnis |                         |
| ---------------------------- | -------- | ----------------------- |
| Gangneung-Jungang-Highschool | 2:4      | Suwon Samsung Bluewings |
| Ulsan Hyundai                | 5:3      | Pohang Steelers         |

### Finale
Das Finale wurde am 2. Juli 2017 ausgetragen. 
|                         | Ergebnis |               |
| ----------------------- | -------- | ------------- |
| Suwon Samsung Bluewings | 2:1      | Ulsan Hyundai |

### Gewinner
| A-Jugend-Vereinspokal-Hinrundengewinner 2017 |
| -------------------------------------------- |
| Suwon Samsung Bluewings                      |

### Torschützenliste
Bei gleicher Anzahl von Treffern sind die Spieler alphabetisch geordnet.
| Platz | Spieler         | Mannschaft              | Tore |
| ----- | --------------- | ----------------------- | ---- |
| 01    | Jeong Seong-jun | Seoul-Boin-Highschool   | 6    |
| 0     | Oh Se-hun       | Ulsan Hyundai           | 6    |
| 03    | Seong Hyeon-jun | Cheonan-Jeil-Highschool | 5    |
| 0     | Kim Jin-hyeon   | Pohang Steelers         | 5    |
| 05    | Kim Dong-kyun   | Jeonnam Dragons         | 4    |

## Rückrunde
Der A-Jugend-Vereinspokal-Rückrunde 2017 war der Fußball-Pokalwettbewerb für südkoreanische Vereinsmannschaften der A-Jugend. 
Das Pokalturnier begann am 18. November und endete am 26. November 2017 mit dem Finalspiel. Pokalgewinner wurde die A-Jugend von Ulsan Hyundai.

### Teilnehmende Mannschaften
Am Pokalturnier nahmen insgesamt 32 Mannschaften teil. Aus der K League Junior 2017 nahmen die besten Zwei Mannschaften aus beiden Gruppen teil. Des Weiteren nahmen 28 Mannschaften aus 21 Nationalen Highschool-Ligen teil. 
| K League Junior die 4 besten Vereine der K League Junior 2017     |
| - FC Seoul - Suwon Samsung Bluewings - Ulsan Hyundai - Gwangju FC |

### 1. Hauptrunde
Die 1. Hauptrunde wurde am 18. November 2017 ausgetragen. 
|                               | Ergebnis        |                               |
| ----------------------------- | --------------- | ----------------------------- |
| Cheongun-Highschool           | 3:1             | Seoul-Inchang-Highschool      |
| Busan-Bugyeong-Highschool     | 4:1             | Gangneung-Munseong-Highschool |
| Samilgong-Highschool          | 0:5             | FC Seoul                      |
| Yeongmun-Highschool           | 3:1             | Seoul-Jungdong-Highschool     |
| Tongjin-Highschool            | 5:2             | Jeonjugong-Highschool         |
| Jeju-Jeil-Highschool          | 2:2 (2:3 i. E.) | Hanyang-Highschool            |
| Kwacheongo-Highschool         | 1:2             | Chungju-San-Highschool        |
| Changnyeong-Highschool        | 0:1             | Suwon Samsung Bluewings       |
| Gwangmun-Highschool           | 0:0 (4:3 i. E.) | Gyeongnam-Geoje-Highschool    |
| Daeryun-Highschool            | 0:1             | Gwangju FC                    |
| FC Paju-U18                   | 2:2 (3:4 i. E.) | SOL-U18 FC                    |
| Jaehyeon-Highschool           | 2:8             | Singal-Highschool             |
| FC KHT-Ildong U18             | 0:3             | Seoul-Dongbuk-Highschool      |
| Eonnam-Highschool             | 1:3             | Ulsan Hyundai                 |
| Chungnam-Sinpyeong-Highschool | 1:1 (4:5 i. E.) | Incheon-Bupyeong-Highschool   |
| Jucheon-Highschool            | 0:3             | Junggyeong-Highschool         |

### Achtelfinale
Das Achtelfinale wurde am 20. November 2017 ausgetragen. 
|                             | Ergebnis        |                           |
| --------------------------- | --------------- | ------------------------- |
| Cheongun-Highschool         | 1:4             | Tongjin-Highschool        |
| Incheon-Bupyeong-Highschool | 2:4             | Busan-Bugyeong-Highschool |
| FC Seoul                    | 3:3 (4:2 i. E.) | Chungju-San-Highschool    |
| Kwangmun-Highschool         | 0:1             | Singal-Highschool         |
| Hanyang-Highschool          | 4:5             | Gwangju FC                |
| SOL-U18 FC                  | 0:3             | Ulsan Hyundai             |
| Seoul-Dongbuk-Highschool    | 0:1             | Junggyeong-Highschool     |
| Yeongmun-Highschool         | 2:1             | Suwon Samsung Bluewings   |

### Viertelfinale
Das Viertelfinale wurde am 22. November 2017 ausgetragen. 
|                           | Ergebnis        |                     |
| ------------------------- | --------------- | ------------------- |
| Tongjin-Highschool        | 1:1 (3:1 i. E.) | Singal-Highschool   |
| Junggyeong-Highschool     | 0:1             | FC Seoul            |
| Busan-Bukyeong-Highschool | 0:2             | Gwangju FC          |
| Ulsan Hyundai             | 9:1             | Yeongmun-Highschool |

### Halbfinale
Das Halbfinale wurde am 24. November 2017 ausgetragen. 
|                    | Ergebnis |               |
| ------------------ | -------- | ------------- |
| Tongjin-Highschool | 0:2      | Gwangju FC    |
| FC Seoul           | 0:3      | Ulsan Hyundai |

### Finale
Das Finale wurde am 26. November 2017 ausgetragen. 
|            | Ergebnis          |               |
| ---------- | ----------------- | ------------- |
| Gwangju FC | 1:1 (11:12 i. E.) | Ulsan Hyundai |

### Torschützenliste
Bei gleicher Anzahl von Treffern sind die Spieler alphabetisch geordnet.
| Platz | Spieler        | Mannschaft         | Tore |
| ----- | -------------- | ------------------ | ---- |
| 01    | Park Jeong-in  | Ulsan Hyundai      | 6    |
| 02    | Jang Dong-chan | Gwangju FC         | 5    |
| 03    | Kim Min-su     | Tongjin-Highschool | 4    |
| 0     | Oh Se-hun      | Ulsan Hyundai      | 4    |
| 05    | Kim Yu-chan    | Hanyang-Highschool | 3    |